# Абдукція (уфологія)
Викрадення або абдукція — уфологічний феномен, аномальне явище, процес взяття контактера на транспортний засіб іншопланетянами проти його волі.
Є різновид викрадень двох і більше людей (так звані «групові викрадення»). Є також люди, що стверджують, що їх викрадали кілька разів: інколи «різними викрадачами».
При розслідуванні Бадом Хопкінсом випадків викрадення, часто використовується регресивний гіпноз — практика, при якій відомості збирають з людини, що перебуває в стані гіпнозу. Використання гіпнозу в подібних цілях викликає запеклі суперечки. Оскільки є можливість при непрофесійному підході, навіяти неіснуючі спогади. Однак якщо опитувати про події в зворотному порядку — можливість викривлень знижується.
Оскільки уфологія — псевдонаука[джерело?], даний термін не використовується у колах вчених.